# سیارک ۱۲۵۱۳
سیارک ۱۲۵۱۳ (به انگلیسی: 12513 Niven، نامگذاری:1998HC20) دوازده هزار و پانصد و سیزدهمین سیارک کشف شده‌است که در ۲۷ آوریل ۱۹۹۸ کشف شد.
قدر مطلق سیارک برابر ۱۵٫۱۰ است.